# Herlev (gemeente)
Herlev is een gemeente in de Deense regio Hoofdstad (Hovedstaden) en telt 28.406 inwoners (2017).
Herlev is bij de herindeling van 2007 niet samengevoegd maar blijft een zelfstandige gemeente.

## Geboren
- Dennis Sørensen (1981), voetballer
- Mike Jensen (1988), voetballer
- Rebecca Koerner (2000), wielrenster
- Maurits Kjærgaard (2003), voetballer

Albertslund · Allerød · Ballerup · Bornholm · Brøndby · Dragør · Egedal · Fredensborg · Frederiksberg · Frederikssund · Furesø · Gentofte · Gladsaxe · Glostrup · Gribskov · Halsnæs · Helsingør · Herlev · Hillerød · Høje-Taastrup · Hørsholm · Hvidovre · Ishøj · København · Lyngby-Taarbæk · Rødovre · Rudersdal · Tårnby · Vallensbæk
- Gemeinsame Normdatei: 500238-2
- International Standard Name Identifier: 0000 0004 0469 2454
- MusicBrainz: 1406150c-f20f-4796-9ea0-2ad178d32cf8